# Gynoplistia heighwayi
Gynoplistia heighwayi är en tvåvingeart som beskrevs av Alexander 1930. Gynoplistia heighwayi ingår i släktet Gynoplistia och familjen småharkrankar. Inga underarter finns listade i Catalogue of Life.